# Eurythyrea grandis
Eurythyrea grandis es una especie de escarabajo del género Eurythyrea, familia Buprestidae. Fue descrita científicamente por Deichmuller en 1886.